# 杜經寧
杜經寧（1937年12月30日—），華人材料學者，中央研究院院士。

## 生平
1960年國立台灣大學機械工程系畢業，隨後赴美深造。1964年取得布朗大學材料碩士，1968年獲哈佛大學應用物理博士學位。曾任哈佛大學、IBM與英國劍橋大學研究員、康乃爾大學副教授、香港理工大學訪問教授，香港城市大學訪問教授。自1993年起任教於美國加州大學洛杉磯分校材料科學與工程學系至今，並於1998年至2004年間擔任系主任。現於國立交通大學材料系擔任講座教授。